# 勒布雷伊
勒布雷伊（法語：Lebreil，法語發音：[ləbʁɛj]）是法国洛特省的一个旧市镇，位于该省西南部，属于卡奥尔区。2016年1月1日，勒布雷伊和相邻的另外4个市镇合并为新市镇白色凯尔西地区蒙屈克。

## 地理
勒布雷伊（44°19'23"N, 1°10'5"E）面积10.2 平方千米，位于法国奧克西塔尼大區洛特省，该省份为法国西南部内陆省份，北起顺时针与科雷兹省、康塔爾省、阿韦龙省、塔恩-加龙省、洛特-加龍省和多尔多涅省接壤。
与勒布雷伊接壤的市镇（或旧市镇、城区）包括：凯尔西地区布洛克、圣朱丽叶、白色凯尔西地区蒙屈克、蒙洛赞、圣克鲁瓦、瓦尔普里永德、蒙屈克。
勒布雷伊的时区为UTC+01:00、UTC+02:00（夏令时）。

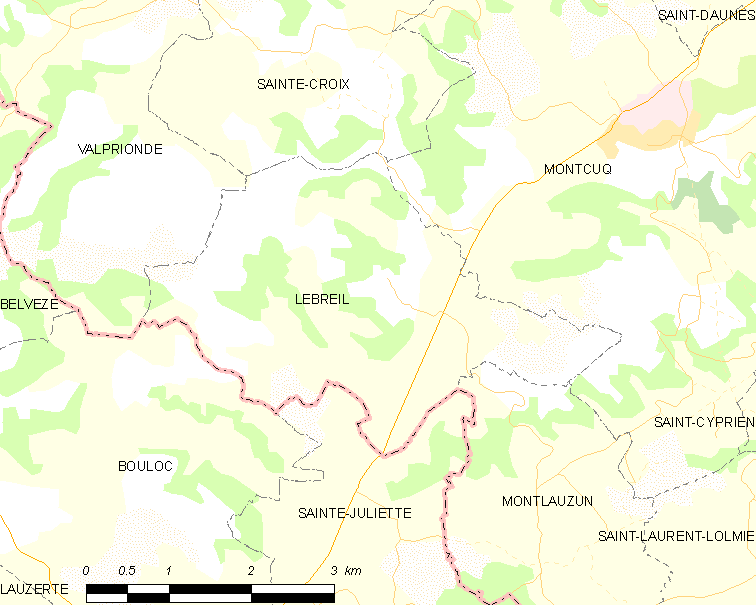
勒布雷伊的OSM定位图

## 行政
勒布雷伊的邮政编码为46800，INSEE市镇编码为46166。

## 政治
勒布雷伊所属的省级选区为吕泽什县。

## 人口

1962-2008年间勒布雷伊人口变化图示

勒布雷伊于2018年1月1日时的人口数量为160人。